# Nadagarodes sabulosus
Nadagarodes sabulosus là một loài bướm đêm trong họ Geometridae.